# Chłosta (tom wierszy)

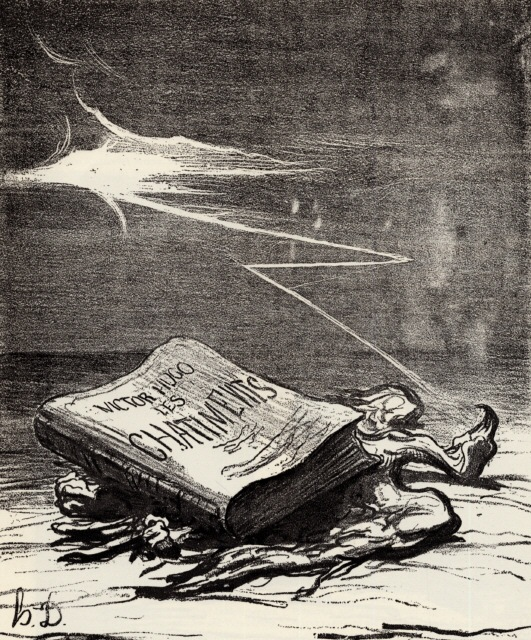
Karykatura Honore Daumiera: Chłosta Wiktora Hugo pokonuje orła napoleońskiego

Chłosta (oryg. fr. Les Châtiments lub Châtiments) – tom poezji satyrycznej i zaangażowanej Wiktora Hugo, wydany w 1853 roku. Jego celem było wyrażenie protestu wobec zamachu stanu w 1851.

## Treść i forma
Hugo obficie posługuje się ironią i groteską, mieszając z nią epicki i podniosły styl niektórych wierszy. Całość ma silnie emocjonalny wydźwięk, całkowicie potępia Napoleona III i jego zwolenników, nie pozostawiając miejsca na dyskusję. Hugo sugeruje wręcz (Nox, Wesołe życie) boski charakter poetyckiej wizji i przekazywanie przez artystę woli niebios oraz dziejowej sprawiedliwości, która musi dokonać się w przyszłości.
Tom miał stanowić przede wszystkim protest przeciwko władzy jednostki obalającej władzę obieralną, republikańską: chociaż bezpośrednim motywem do jego napisania było dojście do władzy Napoleona III, Hugo poddaje krytyce także zamach stanu, jaki zorganizował w 1799 Napoleon Bonaparte, zrównując ze sobą te dwa wydarzenia i wskazując logiczną zależność między nimi. Hugo utożsamia ustrój republikański z narodowym charakterem Francuzów, zarzucając Ludwikowi Napoleonowi potrójną zbrodnię: zdradę prawa, którego miał przestrzegać jako prezydent, zdradę przysięgi złożonej II Republice i zdradę narodu poprzez utrwalanie swojej władzy drogą represji. Narrator wypowiada się w imieniu ludu lub do ludu: prezentuje jego odczucia w wierszu Wspomnienie nocy 4 grudnia, kiedy opowiada o chłopcu zabitym przez żołnierzy wspierających zamach stanu i rozpaczy jego babci, zaś zwraca się do samych ludzi w utworach Do ludu, Luna i Do tych, którzy śpią jeszcze, zachęcając do walki przeciwko tyranii. Niekiedy występuje również jako artysta-obserwator, którego egalitarne i antycesarskie poglądy mają źródło w widzianych wydarzeniach: w wierszu Wesołe życie Hugo przeplata obrazy nędzy robotników z Lille z ostrym potępieniem bogaczy i wezwaniem do zmian społecznych. Równocześnie zapewnia, że obecne cierpienie prowadzi do odkupienia, budowy lepszego systemu politycznego, a także odnowy moralnej (Lux, Stella).
Chłosta wykorzystuje różne formy poetyckie: dialog, piosenkę ludową i zmodyfikowany przez Hugo aleksandryn. Poeta posługuje się w niej w dużej mierze językiem potocznym, łącząc go jednak z patetycznym stylem wypowiedzi.